# إختيمان
إختيمان (بالبلغارية Ихтиман) هي بلدة تقع في مقاطعة صوفيا في غرب بلغاريا. وتقع في جبال (إيهتيمانسكا سريدنا غورا) وتقع في وادي على بعد 48 كم من صوفيا و 95 كم من بلوفديف، بالقرب من طريق ترقيا السريع.
كانت سابقًا محطة دفاع رومانية تحرس الطرق الهامة المؤدية إلى مضيق البوسفور، وكان يُطلق على إختيمان اسم ستيبون. استمرت في لعب هذا الدور في ظل الإمبراطورية البيزنطية والإمبراطورية البلغارية، والتي حولت مع ذلك مركزها الدفاعي الرئيسي في المنطقة إلى بوابة تل بوابة تراجان.
بعد الهيمنة العثمانية في القرن الرابع عشر، تم تغيير اسم البلدة إلى إختيمان، التي يعتقد أنها من أصل تركي عثماني.
الديانة التقليدية والمهيمنة هي المسيحية الأرثوذكسية الشرقية.
تم تسمية القارة القطبية الجنوبية باسم إختيمان.

## المناخ
تتمتع إختيمان بمناخ قاري معتدل مع فصول الشتاء شديدة البرودة والثلج وليس حارًا جدًا، قصير الصيف نسبيًا. متوسط درجة الحرارة السنوي هو 8.9C.